# Shinyanga Rural (huyện)
Shinyanga Rural là một huyện thuộc vùng Shinyanga, Tanzania. Thủ phủ của huyện Shinyanga Rural đóng tại Shinyanga. Huyện Shinyanga Rural có diện tích 4212 ki lô mét vuông. Đến thời điểm điều tra dân số ngày 25 tháng 8 năm 2002, huyện Shinyanga Rural có dân số 276393 người.